# Meiacanthus urostigma
Meiacanthus urostigma is een straalvinnige vissensoort uit de familie van naakte slijmvissen (Blenniidae). De wetenschappelijke naam van de soort is voor het eerst geldig gepubliceerd in 2001 door Smith-Vaniz, Satapoomin & Allen.